# لوریه-استاسیون، کبک
لوریه-استاسیون (به فرانسوی: Laurier-Station) روستایی در منطقه شهری لوتبینییر ناحیه شودییر-آپالاش در استان کبک کانادا است. در سرشماری سال ۲۰۱۱ این روستا ۲٬۴۵۰ نفر جمعیت داشته‌است و مساحت آن ۱۲٫۴۳ کیلومتر مربع است.